# Hicham Ziouti
Hicham Ziouti est un boxeur français né le 17 décembre 1985 à Gisors dans le département de l'Eure.

## Carrière sportive
Médaillé d'argent en poids coqs aux Jeux de la Francophonie 2005, il remporte également la médaille de bronze aux championnats d'Europe de Liverpool en 2008 dans la catégorie des poids plumes.